# Dagmar Hase
Dagmar Hase (ur. 22 grudnia 1969) – niemiecka pływaczka. Wielokrotna medalistka olimpijska.
Urodziła się w NRD i do zjednoczenia Niemiec startowała w barwach tego kraju. Specjalizowała się w stylu dowolnym, choć sukcesy odnosiła również w grzbietowym. Brała udział w dwóch igrzyskach (IO 92, IO 96), na obu zdobywała medale (łącznie siedem). Indywidualnie największy sukces w karierze odniosła w Barcelonie, zwyciężając na 400 metrów stylem dowolnym. Ponadto wywalczyła pięć srebrnych i jeden brązowy medal olimpijski. Była również multimedalistką mistrzostw świata i Europy na długim basenie. Na MŚ dwukrotnie triumfowała w kraulowej sztafecie 4x200 m (1991 i 1998), trzykrotnie była srebrną (1991 i 1998: 200 m grzbietem, 1994: 4 × 200 m kraulem), a raz brązową medalistką (1998: 400 m kraulem). W mistrzostwach Europy triumfowała m.in. na dystansie 400 metrów stylem dowolnym (1993 i 1997) i w sztafetach kraulowych.